# Santa Maria d'Obeix
L'església de santa Maria, també dita església de la Purificació, és un temple catòlic situat al nucli urbà d'Obeix, al terme municipal de la Torre de Cabdella, al Pallars Jussà.
Tot i estar documentada només des del 1314, per les seves formes constructives cal datar-la a mitjan segle xi, adscrita al romànic llombard. Amb tot, i malgrat les modificacions dels segles XVII i xviii, es pot reconèixer bastant bé l'obra romànica.

## Arquitectura

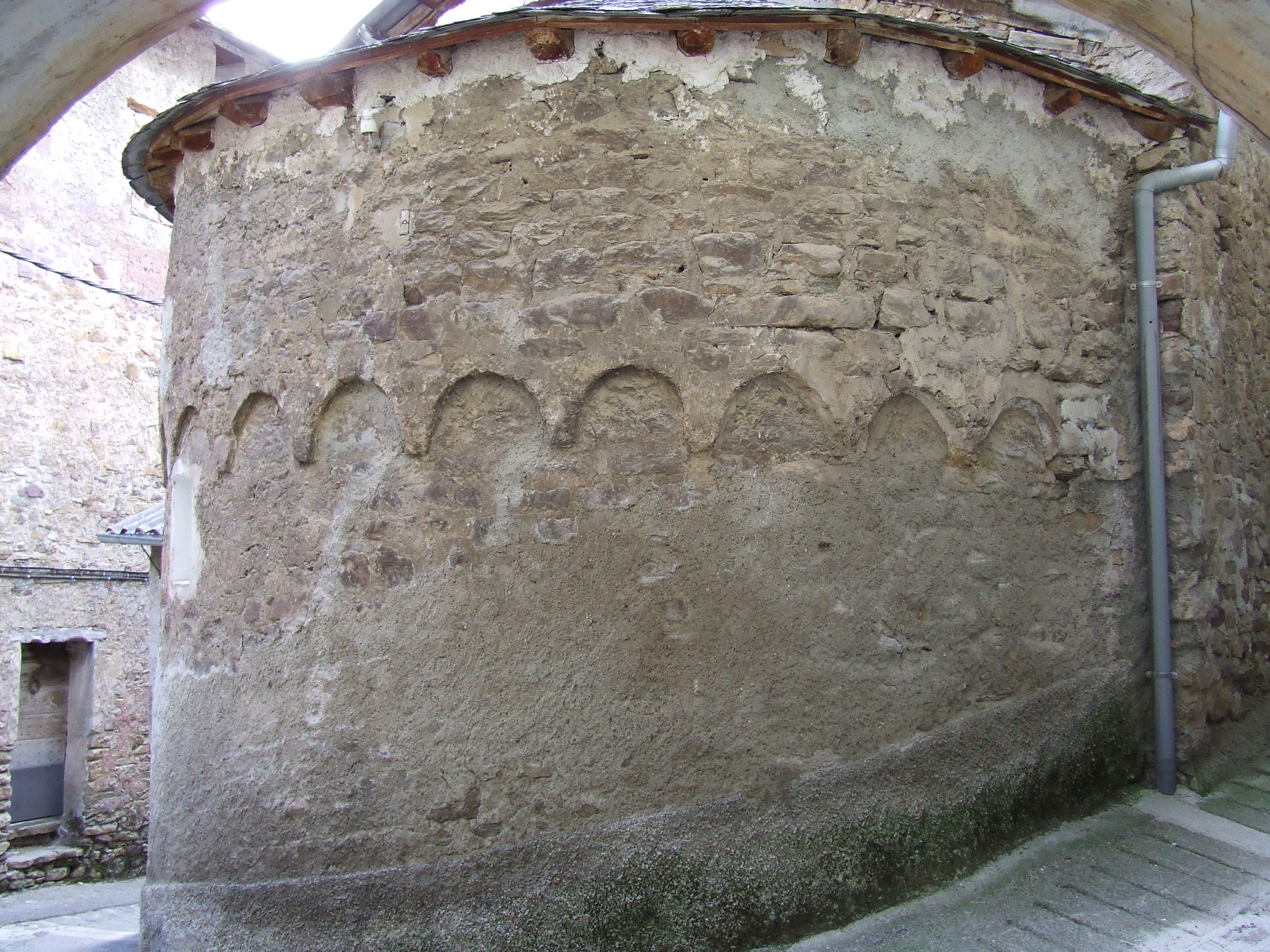
Absis

La planta de l'església és l'original: una sola nau amb absis a llevant, amb la porta a migdia. Així doncs, les modificacions de l'edat moderna s'adreçaren a sobrealçar el temple, nau i absis. Això provoca que en alguns llocs del temple, com ara en l'absis, els elements romànics hagin quedat a mitja paret en comptes de ser-ne el coronament.
El temple està damunt d'una base inclinada. Per això, per exemple, existeix una porta al nord que, des del nivell de terra de l'exterior, dona al cor, damunt de la nau principal. Hi ha una altra porta tapiada a la façana de ponent, que s'obriria també directament del carrer al cor de l'església.

### Altar Major
D'estil neogòtic, ocupa l'absis romànic del temple. Està presidit per la imatge de la Mare de Déu, acompanyada per les de sant Antoni de Padua i sant Josep. Fora del retaule, a una banda se situa sant Pere i a l'altra, sant Sebastià.

### Altars laterals

#### Cor de Jesús
Al costat nord de l'Església s'ubica l'altar del Cor de Jesús. De factura senzilla, consisteix en una fornícula oberta a la paret i emmarcada per un arc de mig punt.

#### Mare de Déu al Peu de la Creu
També a la banda nord està situada, damunt d'una taula, una imatge de reduïdes dimensions de la Mare de Déu amb Jesús jacent als braços.

#### Sant Jordi
Al costat sud del temple, damunt d'un peu, hi ha la imatge de sant Jordi.

Interior de l'església
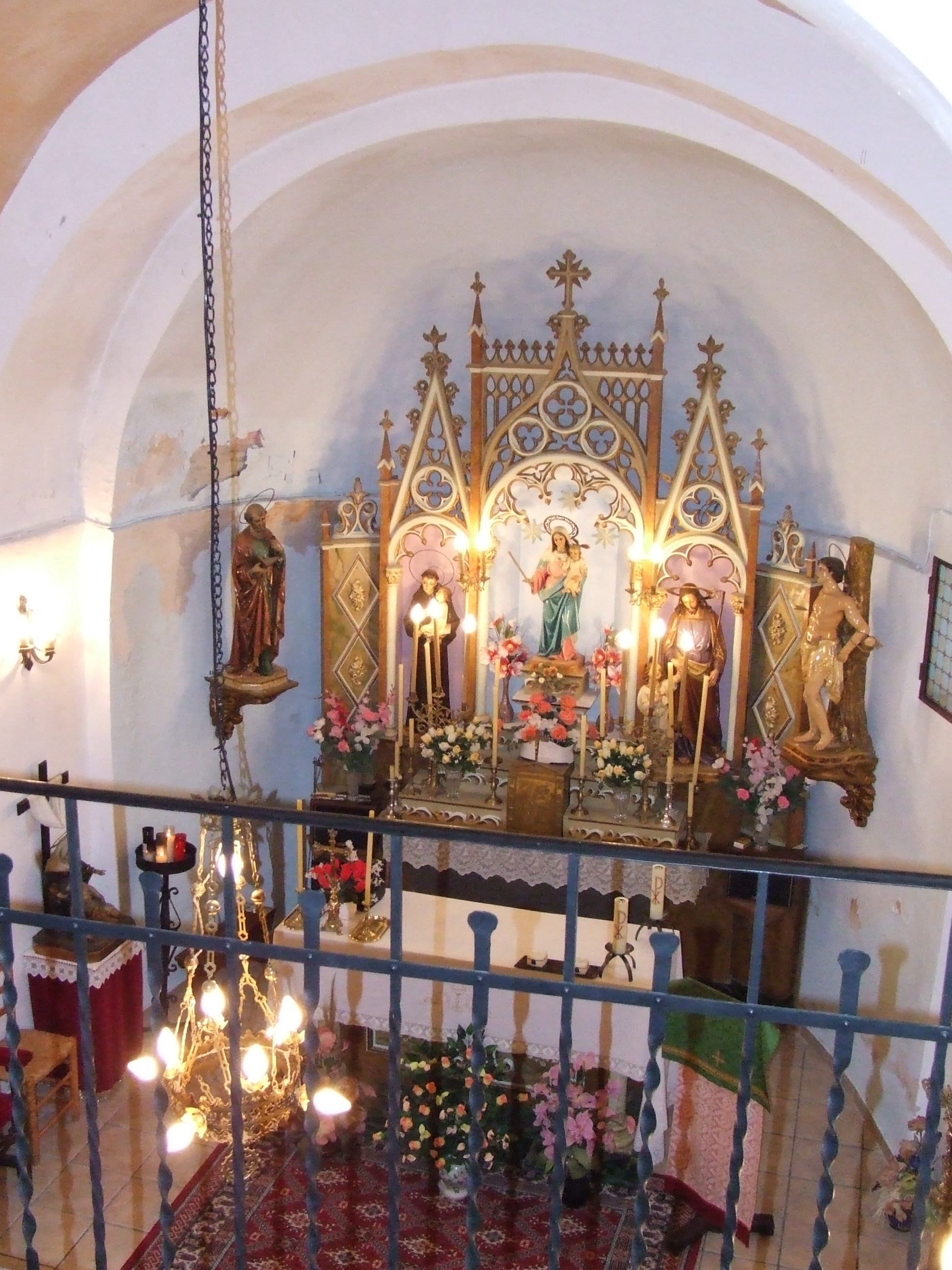
Altar Major
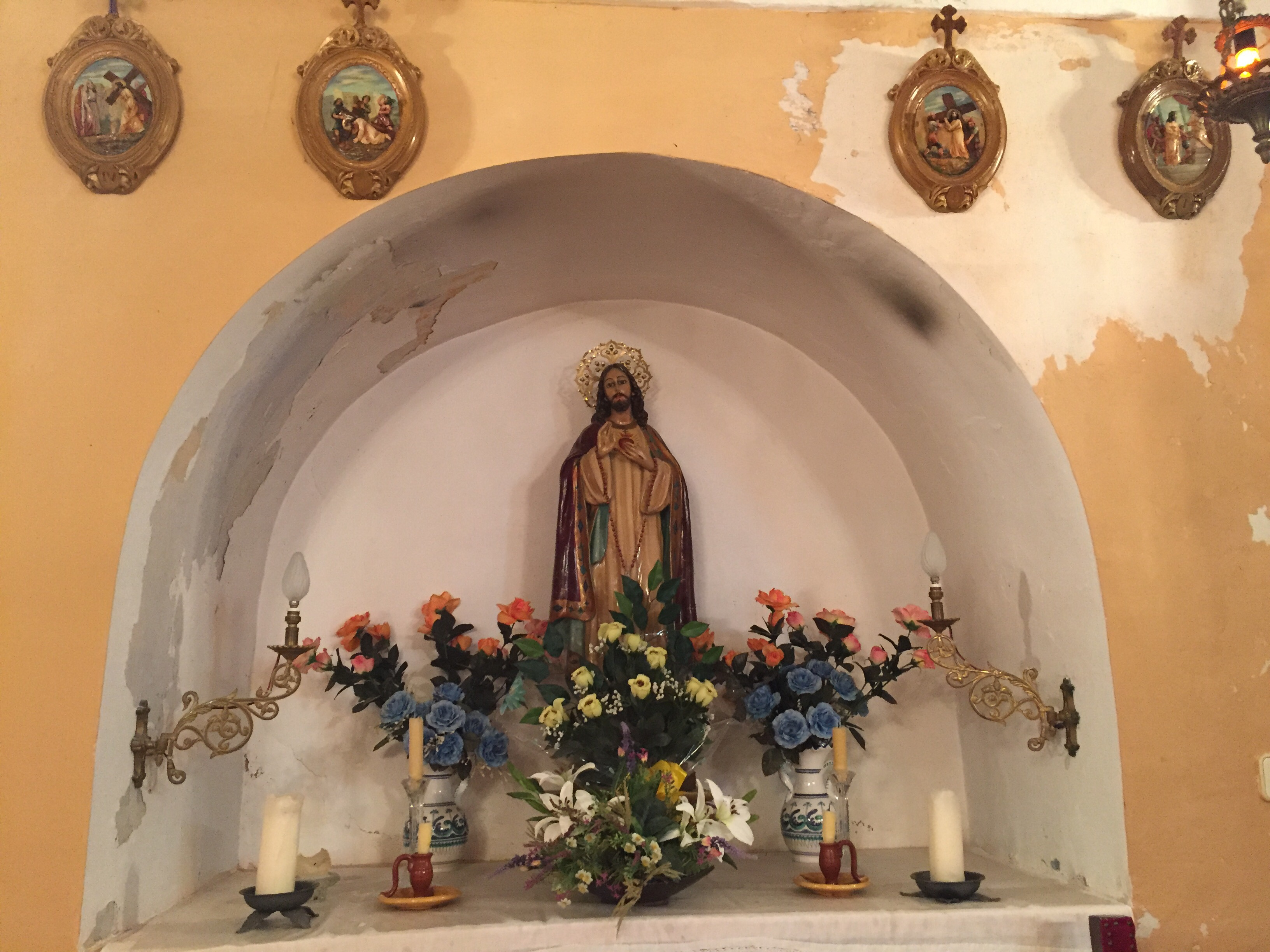
Cor de Jesús
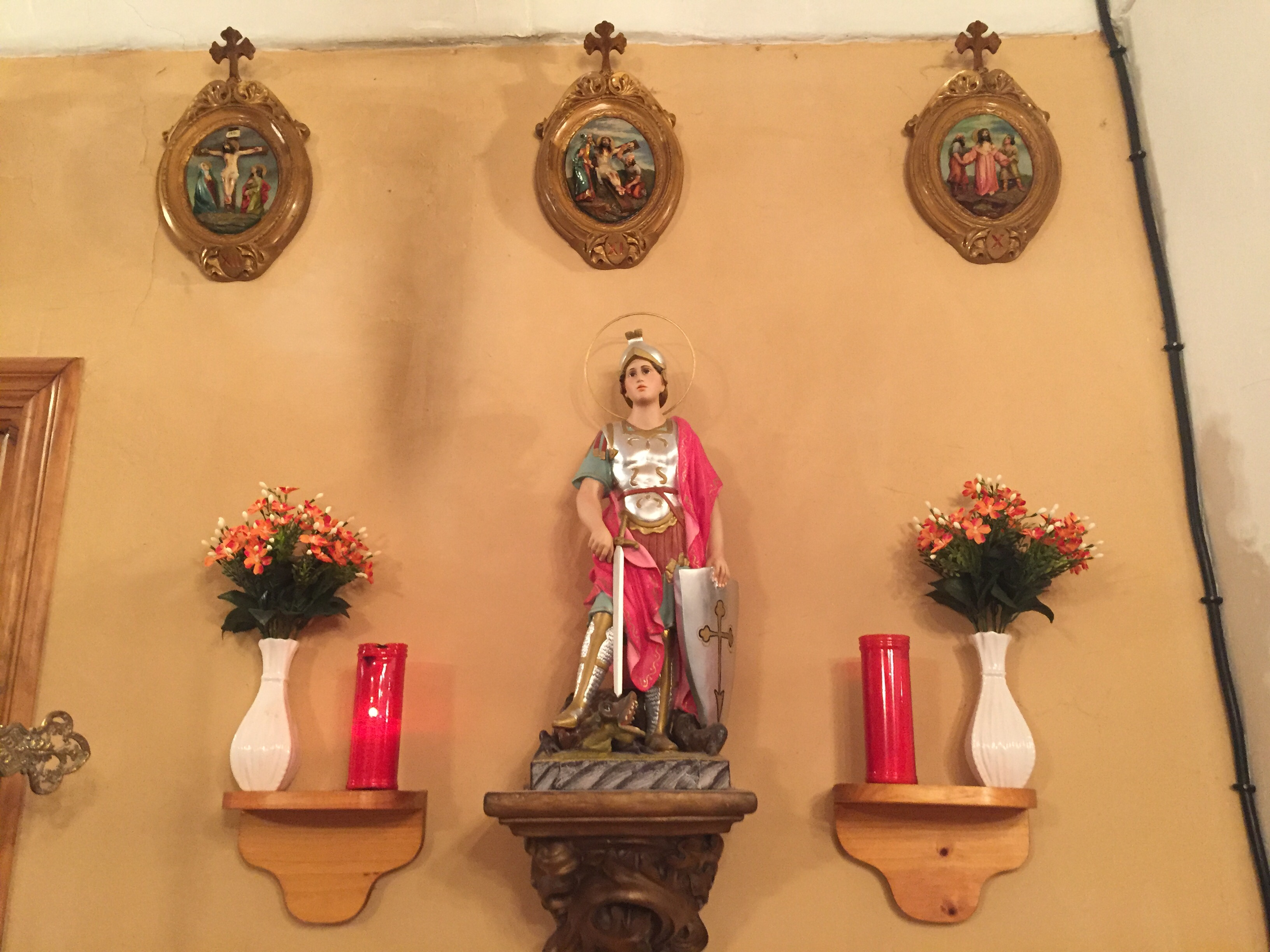
Sant Jordi
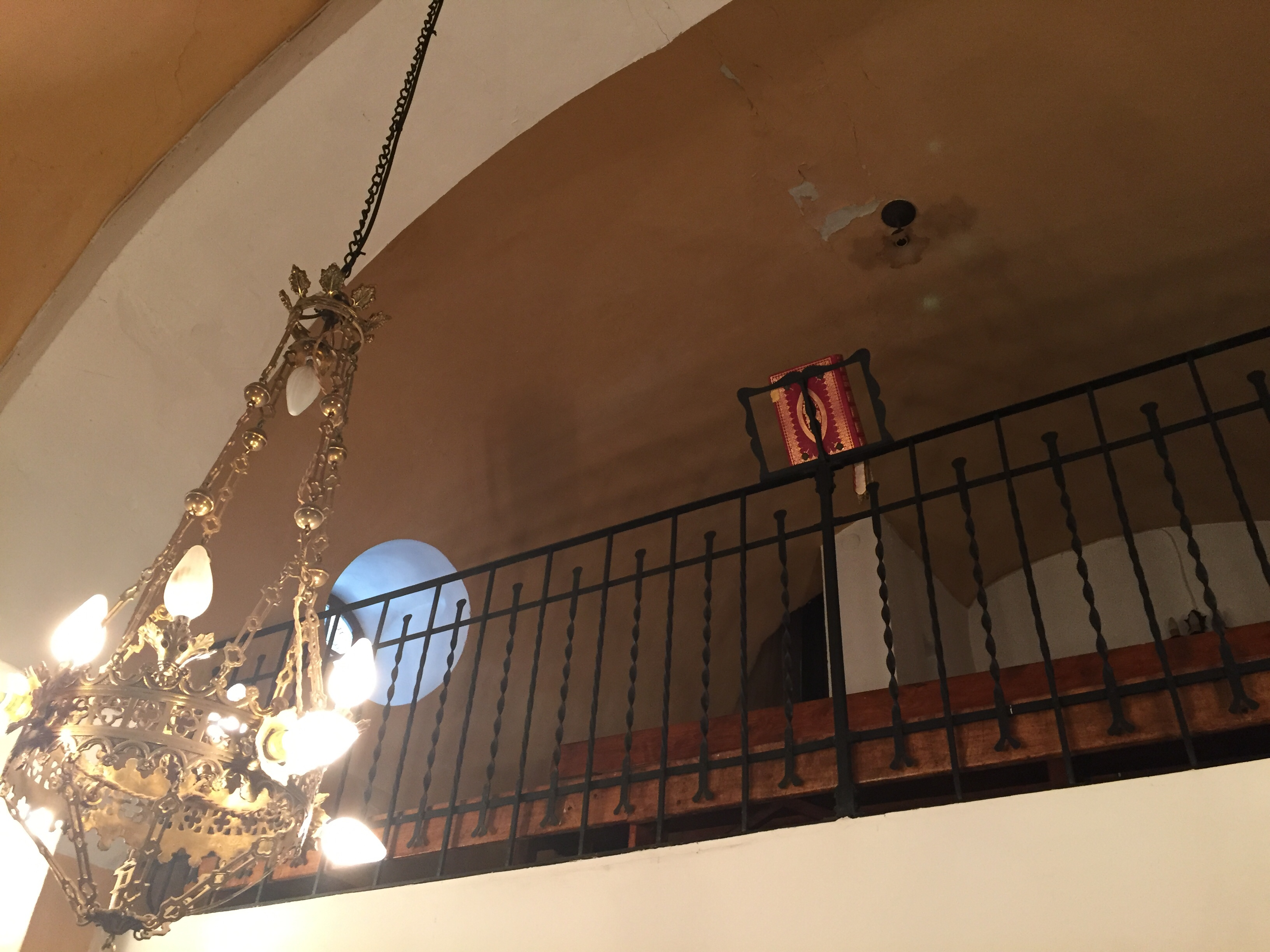
Cor elevat de l'església